# Байлюки
Байлюки́ (бел. Байлюкі) — деревня в составе Славковичского сельсовета Глусского района Могилёвской области Белоруссии.
До упразднения 20 ноября 2013 года Клетненского сельсовета входила в его состав.

## Население
- 1999 год — 52 человека
- 2009 год — 21 человек